# Saturnino Osorio
Pour les articles homonymes, voir Osorio (homonymie) et Zapata.
Saturnino Baltazar Osorio Zapata, né le 6 janvier 1945 au Salvador et décédé en 1980 à Mejicanos, est un footballeur international salvadorien, qui évoluait au poste de défenseur.
Surnommé Ninón, il est tué dans la ville de Mejicanos, dans un check point, par l'armée salvadorienne.

## Biographie

### Carrière en club
Osorio joue en faveur du CD Águila, de l'Alianza Fútbol Club et du Platense Municipal.
Avec l'équipe d'Águila, il remporte deux titres de champion du Salvador.
Avec le club du Platense Municipal, il gagne une Copa Interclubes UNCAF.

### Carrière en sélection
Avec l'équipe du Salvador, il joue entre 1968 et 1970. 
Il figure dans le groupe des sélectionnés lors de la Coupe du monde de 1970. Lors du mondial organisé au Mexique, il joue trois matchs : contre la Belgique, le Mexique, et enfin l'Union soviétique.

## Palmarès
| Águila - Championnat du Salvador (2) : - Champion : 1967-68 et 1976. - Vice-champion : 1965-66. |  | Alianza - Championnat du Salvador : - Vice-champion : 1971 et 1973. |

 Platense Municipal
- Copa Interclubes UNCAF (1) :
  - Vainqueur : 1975.